# ビル・クリントンが語るアメリカ大統領史
『ビル・クリントンが語るアメリカ大統領史』（The American Presidency with Bill Clinton）は、ビル・クリントンが司会を務めるヒストリーによる2022年の歴史ドキュメンタリーシリーズである。2022年5月30日に初放送され、6月6日に最終回を迎えた。シリーズでは人種、極端主義、経済問題、権利闘争、大統領としてのビジョン、世界規模の権力といったテーマを探求する。全エピソードでジョン・ミーチャム、アネット・ゴードン＝リード、ダグラス・ブリンクリー、エドナ・メッドフォード・グリーン、H・W・ブランズ、ジョージ・タケイによる解説が含まれている。2020年5月にクリントンはヒストリーと番組の製作と司会に関する契約を結んだ。

## エピソード
| 通算 話数 | タイトル                                     | 放送日        | 米国視聴者数 (百万人) |
| --- | -------------------------------------------- | ------------- | --------------------- |
| 1 | "人種差別の歴史" "Separate But Unequal"      | 2022年5月30日 | .515                  |
| 大統領がアメリカの人種差別問題にいかに取り組んだかについて解説される。 |                                              |               |                       |
| 2 | "ビジョンを描く" "Presidential Vision"       | 2022年6月6日  | .291                  |
| 歴代大統領と先見的な目標がいかに国や世界を形作ったかについて解説される。 |                                              |               |                       |
| 3 | "経済の発展" "Building the Economy"          | 2022年6月6日  | TBD                   |
| 大統領の行動によって国民により大きなチャンスがどのようにもたらされるかについて解説される。                                                                                           |                                              |               |                       |
| 4 | "極端主義の闇" "Extremism"                   | 2022年6月13日 | TBD                   |
| 極端主義の炎を消し、時には燃え上がらせるために歴代大統領はどのように対応したかについて解説される。また過去から極端主義について学べること、そして将来それを回避する方法が検証される。 |                                              |               |                       |
| 5 | "国民の定義" "We the people"                 | 2022年6月20日 | TBD                   |
| 奴隷、先住民、女性、移民など、取り残されてきた多くの市民にとっての転機を迎える中での大統領の意思決定について解説される。                                                             |                                              |               |                       |
| 6 | "超大国の責任と役割" "Becoming a Superpower" | 2022年6月20日 | TBD                   |
| アメリカがどれだけ自らの力を行使してきたかについて解説される。 |                                              |               |                       |